# Trà Vân
Trà Vân là một xã thuộc huyện Nam Trà My, tỉnh Quảng Nam, Việt Nam.
Xã Trà Vân có diện tích 45,64 km², dân số năm 2019 là 2.687 người, mật độ dân số đạt 59 người/km².